# Live at Pit-Inn Tokyo, Japan, 8, 8, 1988
Live at Pit-Inn Tokyo, Japan, 8, 8, 1988 (Alternativtitel Cosmo Omnibus Imagiable Illusion: Live at Pit-Inn Tokyo, Japan, 8, 8, 1988) ist ein Jazzalbum von Sun Ra. Die am 8. August 1988 entstandenen Aufnahmen erschienen 1988 auf DIW Records. Unter dem Titel The Pit Inn 8-8-88 wurde das Album in überarbeiteter und erweiterter Form am 15. Februar 2015 auf Enterplanetary Koncepts wiederveröffentlicht.

## Hintergrund
Im Sommer 1988 gastierte das Sun Ra Arkestra erstmals in Japan; am 30. Juli trat es etwa in der Yomiuri Hall, Tokyo auf, wo ihr Gastspiel beim Aurex Festival (“Live Under the Sky”) gefilmt wurde. Am 8. August folgte das professionell aufgezeichnete Konzert im Club Pit-Inn im Stadtteil Shinjuku.
Die meisten dieser Tracks wurden 1988 in Japan in unterschiedlichen (und partiellen) Konfigurationen auf Vinyl und CD veröffentlicht, auch unter dem Titel Cosmo Omnibus Imaginable Illusion (DIW 824) oder Live in Japan (At Pit-Inn) bei Disk Union (#821). Sowohl die Langspielplatte, die auch als Picture Disc erhältlich war, als auch die Compact Disc mit dem Titel Live at Pit-Inn Tokyo, Japan, 8, 8, 1988 enthielt zwar den Großteil des am 8. August gespielten Materials; weitere im Pit-Inn dargebotene Stücke fehlten und erschienen dann bei DIW auf mehrere EPs verteilt: „Queer Notions“ / „Prelude No.7“ (auf DIW DEP1-1), „East of the Sun“ (mit John Gilmore als Vokalist) / „Frisco Frog“ (DIW DEP1-2) und „Opus Springtime“ / „Cosmos Swing Blues“ (DIW DEP1-3). Diese Stücke wurden schließlich in die von Michael D. Anderson und Irwin Chusid restaurierte und überarbeitete Wiederveröffentlichung des Mitschnitts mit dem Titel The Pit Inn 8-8-88 (Enterplanetary Koncepts) integriert, die auch die beiden zuvor unveröffentlichten Stücke „Percussion Introduction“ und „Space Is the Place“ am Anfang und am Ende des Albums enthielt.
Auf Track zwei („Angel Race - I Wait for You“) ist die Rezitation die gleiche wie im Titel „I Wait for You“, aber die Musik ist „Discipline 27-II“. Track 4 erscheint in anderen Aufnahmen als „Carefree“.
Die Ausgabe des Materials von 2015 auf Enterplanetary Koncepts enthält alle Tracks dieser Veröffentlichungen sowie zwei Bonustracks. Für die Zwecke einer digitalen Veröffentlichung wurden einige Bearbeitungen und Neusequenzierungen vorgenommen. Dabei wurde versucht, jede Nummer für das Hören eines einzelnen Titels zu bearbeiten, während das gesamte Album für ein besseres Handling in zwei Abschnitte sequenziert wurde. In einigen Fällen wurde Publikumsgeräusche davor oder danach weggelassen (oder ausgeblendet) (eine Praxis, die auf vielen von Sun Ras eigenen Saturn-LPs üblich ist).

## Titelliste
- Sun Ra: Live at Pit-Inn (Cosmo Omnibus Imagiable Illusion) (DIW 824 (LP), 8024 (CD)[6])

A1 Introduction - Cosmo Approach Prelude 7:29

A2 Angel Race - I Wait for You 7:18

A3 Can You Take It? 3:14

A4 If You Came from Nowhere Here 10:27

B1 Astro Black 11:23

B2 Prelude to a Kiss (Duke Ellington) 5:11

B3 Why Was I Born (Jerome David Kern) 5:57

B4 Interstellar Lo-Ways 7:23
- Sun Ra & His Arkestra – The Pit Inn 8-8-88 (Enterplanetary Koncepts)[8]

1. Percussion Introduction 7:30
2. Discipline/Angel Race/I’ll Wait for You 7:12
3. Prelude to a Kiss (Duke Ellington, Irving Gordon, Irving Mills) 4:23
4. Astro Black/The Space Age 12:26
5. Interstellar Low Ways 7:22
6. Queer Notions (Coleman Hawkins) 3:15
7. Why Was I Born? (Jerome Kern, Oscar Hammerstein II) 6:03
8. Prelude #7 in D Major (Frédéric Chopin) 5:03
9. Can You Take It? (Fletcher Henderson) 3:12
10. Cosmo Approach Prelude 7:26
11. Opus Springtime 9:46
12. Frisco Fog (Allan Roberts, Leon Carr) 3:30
13. Carefree (Egyptian Fantasy)/If You Came from Nowhere Here 10:17
14. Fussy Wussy Blues (a.k.a. Cosmo Swing Blues) 7:39
15. East of the Sun (Brooks Bowman) 3:22
16. Space Is the Place 15:43

Wenn nicht anders vermerkt, stammen die Kompositionen von Sun Ra.

## Rezeption

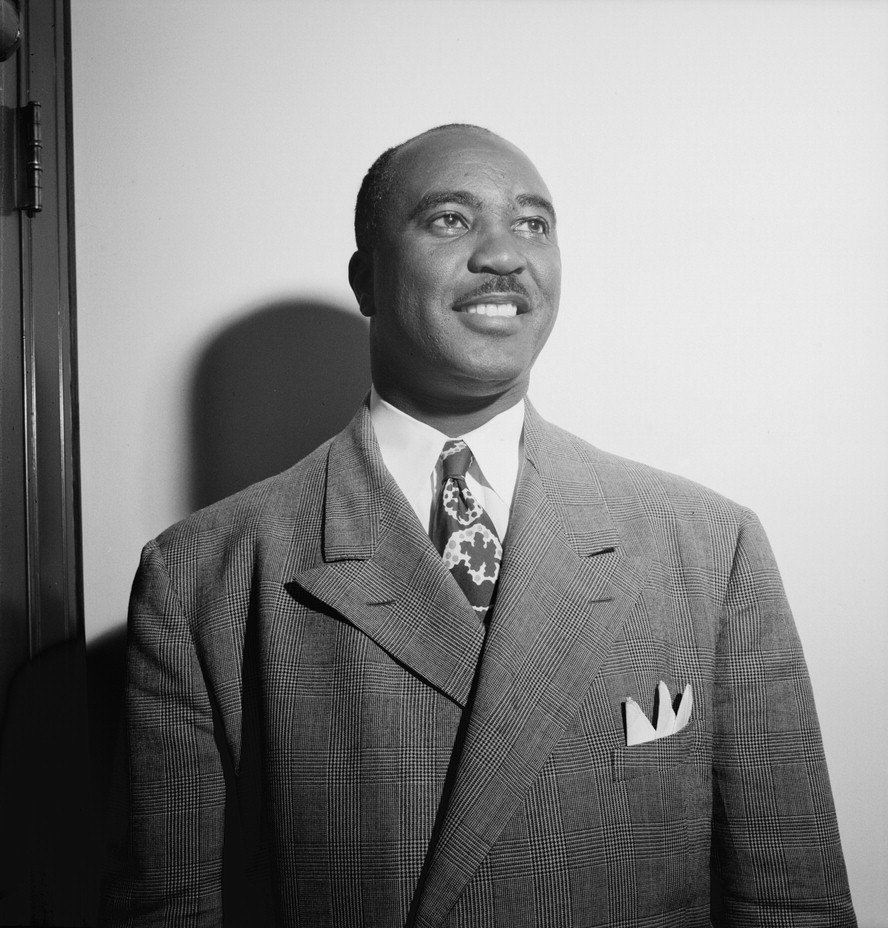
Jimmie Lunceford, ca. August 1946.
Fotografie von William P. Gottlieb.

Diese Sammlung vom Auftritt des Arkestra von 1988 im japanischen Pit-In sei ein herausragender Livemitschnitt, meinte Irwin Chusid in den Liner Notes der Neuausgabe von 2015, und dies sei vor allem den Tonmeistern Masato Sugiyama und Tomoyuki Fukuda geschuldet, die diesen explosiven Auftritt eingefangen hätten. Diese sechzehn Tracks würden die telepathische Einheit der Band beleuchten, die Virtuosität jedes Spielers und die Komplexität der Arrangements. Der Bandleader sei damals 74 Jahre gewesen, aber Sun Ra spielte, als wäre er in seinen besten Jahren. Das Arkestra habe sich mit Swing- und Bop-Bezügen durch eine unterhaltsame Reihe von Sun-Ra-Eigenkompositionen und Jazzstandards bewegt, von oder in Verbindung mit Fletcher Henderson, Duke Ellington und anderen, wie etwa „Frisco Frog“ [eine Nummer aus dem Repertoire des Jimmie Lunceford Orchestra].
Nach Ansicht von Richard Cook und Brian Morton, die das Album in The Penguin Guide to Jazz mit drei Sternen auszeichneten, verbinde sich eine Suite mythischer Themen mit einer überraschend straighten Interpretation von „Prelude to a Kiss“. Wenn man sich die Gesangsstücke und die verlegenen Spezialeffekte wegdenke, sei dies einer von Sun Ras vollkommensten und bestechendsten Aufnahmen seit den 1970er-Jahren.
Jesse Jarnow verlieh dem Album in Allmusic vier Sterne und schrieb, hell klingend und energisch hätten Sun Ra & His Arkestra die schädlichen Auswirkungen der 1980er Jahre auf den Jazz überwunden, „indem sie einfach das taten, was sie immer taten: fröhliche, kosmosumhüllende Musik in der selbst etablierten Tradition einer freien Bigband zu machen“. Die Aufnahme fange die Band wohlwollend ein und schaffe es, das Chaos durch einen klaren und druckvollen Mix unter Kontrolle zu halten. Obwohl die Arkestra-Sängerin June Tyson als Hauptstütze auf einer Reihe von Tracks (einschließlich des elegischen „I Wait for You“) zu hören ist, seien die Highlights hier die gelungenen („sweet“) Interpretationen kürzerer Stücke durch die Band, wie Sun Ras swingendes „Can You Take It?“, Duke Ellingtons Klassiker „Prelude to a Kiss“ und Jerome David Kerns zärtliches „Why I Was Born“. Bemerkenswert sei auch eine sanft schlingernde Version von „Astro Black“, einer von Ras beständigsten Melodien. Dieses Album enthalte überschaubare Teile vieler Schwerpunkte des Arkestra und biete eine gute Einführung in die Arbeit von Sun Ra.